# 新疆毛连菜
新疆毛连菜（学名：Picris similis）是菊科毛连菜属的植物。分布在哈萨克斯坦以及中国大陆的新疆等地，生长于海拔1,650米的地区，一般生于石质山坡或河漫滩砂砾带。